# Light Years (album của Kylie Minogue)
Light Years là album thứ bảy của ca sĩ người Úc Kylie Minogue. Album được phát hành vào ngày 25 tháng 9 năm 2000 bởi Parlophone.

## Thông tin album
Album này kết hợp âm thanh tươi dance-pop với các yếu tố của nhạc disco. Các ca khúc mở đầu và lãnh đạo duy nhất "Spinning Around" được sáng tác vào khoảng một nền tảng nhạc disco. Đó là đồng bằng văn bản của người Mỹ ca sĩ Paula Abdul, người lên kế hoạch vào nó là duy nhất sự trở lại của cô.
Ở Úc, Light Years ra mắt ở vị trí số hai trên bảng xếp hạng album của Úc vào ngày 2 tháng 8 2000. Ba tuần sau đó, album đạt vị trí đầu tiên, trở thành album đầu tiên số một của Minogue trong nước của mình.Nó đã trải qua 41 tuần trong Top 50. Tại New Zealand, album đạt số tám trên bảng xếp hạng album. Nó đạt số hai trên UK Albums Chart cho vấn đề ngày 1 tháng 10 2000, còn lại trong cho 31 tuần liên tiếp không.

## Đĩa đơn
- "Spinning Around" là single đầu tiên và được phát hành vào tháng 6 năm 2000. Nó đạt vị trí đầu tiên tại Úc và Anh. Minogue được đánh dấu sự trở về của nhạc pop chính thống. Các video liên quan đến nhảy múa Minogue trong một câu lạc bộ đêm đóng gói.
- "On a Night Like This" đã được phát hành trong tháng 9 năm 2000, nó đạt đến một số Úc và thứ hai ở Anh. Minogue biểu diễn bài hát tại Thế vận hội Mùa hè 2000.
- Trong tháng 10 năm 2000, song ca "Kids" với Robbie Williams đã được phát hành từ album studio thứ tư của Williams Sing When You're Winning. Bài hát, bằng văn bản của Robbie Williams và Guy Chambers, đạt số hai ở Anh và số năm tại Úc.
- "Please Stay" được phát hành vào tháng 12 năm 2000 và đạt số mười trong Vương quốc Anh và số mười lăm tại Úc. Minogue đã thực hiện bài hát này trên chương trình nhạc Top of the Pops.
- "Your Disco Needs You" là một bài hát được viết bởi Robbie Williams và Guy Chambers cho album. Bài hát đã trở thành một hit ngầm khi nó được phát hành như một đĩa đơn tại Đức và Úc.

## Danh sách bài hát
1. "Spinning Around" – 3:27
2. "On a Night Like This" – 3:33
3. "So Now Goodbye" – 3:37
4. "Disco Down" – 3:54
5. "Loveboat" – 4:10
6. "Koocachoo" – 4:00
7. "Your Disco Needs You" – 3:33
8. "Please Stay" – 4:08
9. "Bittersweet Goodbye" – 3:42
10. "Butterfly" – 4:08
11. "Under the Influence of Love" – 3:24
12. "I'm So High" – 3:32
13. "Kids" (feat. Robbie Williams) – 4:20
14. "Light Years" – 4:48